# Liste der Kulturdenkmale in Hüttblek
In der Liste der Kulturdenkmale in Hüttblek sind alle Kulturdenkmale der schleswig-holsteinischen Gemeinde Hüttblek (Kreis Segeberg) aufgelistet (Stand: 14. April 2025).

## Legende
In den Spalten befinden sich folgende Informationen:
- Objekt-ID: die Nummer des Kulturdenkmales
- Lage: die Adresse des Kulturdenkmales und die geographischen Koordinaten. Kartenansicht, um Koordinaten zu setzen. In der Kartenansicht sind Kulturdenkmale ohne Koordinaten mit einem roten Marker dargestellt und können in der Karte gesetzt werden. Kulturdenkmale ohne Bild sind mit einem blauen Marker gekennzeichnet, Kulturdenkmale mit Bild mit einem grünen Marker.
- Offizielle Bezeichnung: Bezeichnung des Kulturdenkmales
- Beschreibung: die Beschreibung des Kulturdenkmales
- Bild: ein Bild des Kulturdenkmales

## Bauliche Anlagen
| Objekt-ID | Lage                                     | Offizielle Bezeichnung       | Beschreibung | Bild |
| --------- | ---------------------------------------- | ---------------------------- | --- | ---- |
| 26605     | Im Busch 10 (53° 50′ 1″ N, 10° 4′ 28″ O) | Wohn- und Wirtschaftsgebäude | Wohn- und Wirtschaftsgebäude; Ende 19. Jh.; eingeschossiger traufständiger Backsteinbau mit reetgedecktem Halbwalmdach, nach Norden jüngerer Kuhstallanbau - Begründung: geschichtlich, Kulturlandschaft prägend - Schutzumfang: gesamtes Objekt - Denkmaltyp: Bauliche Anlage | BW   |

## Ehemalige Kulturdenkmale
| Objekt-ID | Lage                                         | Offizielle Bezeichnung      | Beschreibung | Bild |
| --------- | -------------------------------------------- | --------------------------- | --- | ---- |
| 51722     | Im Busch 10, 15 (53° 50′ 1″ N, 10° 4′ 28″ O) | Sachgesamtheit: Hof Thies 1 | Hof Thies 1, um 1800 – Ende 19. Jh.; zentral im Ort gelegenes Ensemble aus Wohn- und Wirtschaftsgebäude und Kate | BW   |
| 11355     | Im Busch 15 (53° 49′ 59″ N, 10° 4′ 23″ O)    | Kate                        | Kate; um 1800; eingeschossiger traufständiger Fachwerkbau mit reetgedecktem Halbwalmdach                         | BW   |

## Quelle
- Liste der Kulturdenkmale in Schleswig-Holstein – Kreis Segeberg

- Karte mit allen Koordinaten:
- OSM |
- WikiMap